# Michel Cristobal
Michel Cristobal (né le 10 mars 1934 à Andernos-les-Bains en Gironde) est un joueur de football français, qui évoluait au poste d'attaquant.

## Biographie
Il dispute au cours de sa carrière, 48 matchs en Division 1, inscrivant huit buts, et neuf matchs en Division 2, sans inscrire de but.
Le 4 octobre 1959, il marque avec l'ASSE un doublé en Division 1, lors de la réception du RC Strasbourg. Les Verts l'emportent sur le large score de 7-3.

## Palmarès
- Vainqueur du Challenge des champions en 1957 avec l'AS Saint-Étienne